# حرائق غابات كولورادو 2021
حرائق غابات كولورادو 2021 هي سلسلة مستمرة من حرائق الغابات التي اشتعلت في جميع أنحاء ولاية كولورادو الأمريكية. وفقًا لمركز مكافحة الحرائق الوطني المشترك بين الوكالات، اعتبارًا من 1 يوليو 2021 احترق ما لا يقل عن 27912 فدانًا (11296 هكتارًا) من الأراضي في 337 حريقًا على الأقل في البراري في جميع أنحاء الولاية.